# Nữ thần số mệnh (thần thoại Slav)
Rodzanica (tiếng Nga: Рожданица), số nhiều Rodzanice, hoặc các tên khác như Narecznica, Sudiczki – thần số mệnh trong tín ngưỡng của người Slav. Trong các nguồn trích dẫn thường gọi là Rodznica được cặp chung với nam thần Rod. Số lượng thường gặp là bộ ba thần, nhưng đôi khi cũng là bốn, năm, bảy hoặc thậm chí chín, một trong số đó sẽ giữ vai trò "nữ chúa". Trong một số truyện, nữ thần chỉ là một (số ít). Được cho là có liên hệ với thần Dola nhưng không rõ ràng theo phương diện nào. Trong văn hóa dân gian Ba Lan, các thần thường xuất hiện dưới dạng ánh sáng.

## Tên gọi và ý nghĩa
Các phân vùng ngôn ngữ Slav gọi các thần này bằng những tên khác nhau (dạng thức số nhiều):
- Tiếng Croatia: rođenice, rojenice, rožanice, suđaje, suđenice, sujenice
- Tiếng Slovenia: rodjenice, rojenice, sudice, sojenice, sujenice
- Tiếng Bulgaria: sǎdbenici (съдбеници), narjuknici (нарюкници), orisnici (орисници), urisnici (урисници), uresici (уресици), rožanici (rожаници)
- Tiếng Séc và tiếng Slovak: rodjenice, sudjenice, sudička
- Tiếng Ba Lan: rodzanice, narecznice, sudiczki
- Tiếng Serbia: suđaje, suđenice, rođenice, narečnici
- Tiếng Nga, tiếng Nga cổ: rožanicy (рожаницы), suženicy (суженицы), orisnicy (орисницы)

Từ rodzanica, rodjenica và rojenica có gốc từ rodzić (cha mẹ) nghĩa là "sinh nở".
Từ sudiczka, sudica hoặc sojenica bắt nguồn từ sud (tòa án) nghĩa là "phán xét".
Từ narecznica, nerechnitsa, narucnica có nghĩa là "định đoạt".
Từ udder có nghĩa là "ban cho".
Trong tiếng Bulgaria, các từ orisnici, urisnici, uresici xuất phát từ tiếng Hy Lạp όρίζοντες (orizontes) có nghĩa là "sửa chữa".
Ở Đông Slav, vận may được nhân cách hóa thành vị thần Dola (tên này nghĩa là "chia rẽ", "tham gia") còn vận rủi là thần Niedola. Mặt khác, người Serbia và người Croatia có thần Sreća (nghĩa là "hạnh phúc").
Tại một số vùng Ba Lan có các biến thể khác biệt nhưng cũng giữ vai trò tương tự như các nữ thần ở Małopolska Kraśnik, Pomerania. Trong Katalogu Magii Rudolfa (Danh mục ma thuật của Rudolf) do Edward Karwot chấp bút dựa trên các thông tin mà huynh trưởng Rudolf thu thập về ngoại giáo Tây Slav chép rằng người Slav "cúng tế ba chị em thần được gọi là Kloto, Lakhesis và Atropos mong được giàu có thịnh vượng". Rudolf có lẽ không hiểu về ngôn ngữ Slav nên đã đặt cho Rodzanice cái tên của thần số mệnh Moirai trong thần thoại Hy Lạp với vai trò chức năng cũng tương tự như vậy.
Sau thời Cơ Đốc hóa, Rodzanica được thay thế bằng Mẹ Thiên Chúa hoặc các nữ thánh. Trong thuật chú của người Ruthenia, thần số mệnh hiện thân dưới dạng cậu thiếu niên: Paraskieva, Anastasia và Barbara. Còn trong văn hóa dân gian Bulgaria là Bogurodzica, Paraskieva và Anastasia. Vai trò định mệnh được chuyển cho các thiên thần Cơ Đốc hoặc thậm chí chính Đấng Christ.

## Thông tin nguồn gốc
Tác phẩm Słowo św. Grzegorza Teologa o tym, jak poganie kłaniali się bożkom (Lời dạy của Thánh Gregory Nhà Thần học về cách người ngoại thờ lạy thần tượng) từ thế kỷ 11 là văn bản cổ nhất (bằng tiếng Nga cổ) còn giữ được đề cập đến Rodzanica:
| “ | Lời này cũng đến với người Slav và họ bắt đầu hiến tế cho thần Rod và Rodzanica trước cả thần Perun.Nguyên vănTakże i do Słowian doszło to słowo, i ci zaczęli ofiary składać Rodu i rożanicom zanim Perunowi, ich bogowi. | ” |

Słowo niejakiego Chrystolubca (Ghi chép của Christophilus tin kính) mô tả lời cầu nguyện dâng riêng cho Rod và Rodzanica:
| “ | ... và chúng ta đã pha trộn những lời cầu nguyện thuần khiết với lễ vật ô uế dâng cho thần tượng, vì bên cạnh bàn tiệc thánh, họ còn dành riêng bàn thờ vô đạo cho Rod và Rodzanica, làm Thiên Chúa nổi cơn thịnh nộ Nguyên văn... i mieszamy niektóre czyste modlitwy z przeklętym ofiarowaniem bałwanom, bo stawiają oprócz stołu z kutią i zgodnego z prawem obiadu także bezprawny stół, przeznaczony dla Roda i różanic wywołując gniew Boga | ” |

Sự sùng bái Rodzanica khá phổ biến ngay cả ở Nga thế kỷ 16, bằng chứng là các bí tích giải tội được giám mục Chính thống giáo Đông phương mô tả trong nguyên tắc giải tội của thánh Savva đồi Storozhi:
| “ | Con có dâng con mình cho các thần không, con có cầu khấn với Rod và Rodzanica hay Khors và Mokosh không, hãy ăn chay ba năm sám hốiNguyên vănCzy składałaś z babami ofiary Bogu obmierzłe, czy modliłaś się do wił, lub czyś na cześć Roda i rodzanic, i Peruna i Chorsa i Mokoszy piła i jadła: trzy lata postu z pokłonami | ” |

Izmaił Sriezniewski cũng thu thập được các thông tin sau đây trong Materiałach dla słownika staroruskiego (Tư liệu cho từ điển tiếng Nga cổ):
| “ | Dâng lễ cho Rodzanica — rót đầy cốc cho quỷNguyên vănZastawiający rodzanicom ofiarę — napełniający demonowi kubek | ” |

| “ | Cam kết hiến tế cho Bod (hay Rod và Rodzanica) và chuẩn bị rượu pha Nguyên vănzastawiając Bodowi (albo Rodowi i rodzanicom) ofiarę i przygotowując rodzanicom (biesom) zmieszany napój | ” |

| “ | Cắt tóc đứa trẻ và bát cháo bột sơ sinh dâng cho Rodzanice Nguyên vănz dzieci strzygą pierwsze włosy i baby warzą kaszę na zebranie rodzanicom | ” |

| “ | Nếu các Rodzanica nhậm bánh và pho mát, còn cấm mật ong tại nơi cúng tế, thì (Isaiah) phán: Nhân danh các Rodzanica nguyền rủa kẻ ăn người uốngNguyên vănjeżeli rodzanicom krają chleb i ser, i miód zabraniał surowo w jednym miejscu, powiada (Izajasz): biada pijącym i jedzącym na cześć rodzanic | ” |

| “ | Ai ăn bánh vô đạo, hay thờ RodzaniceNguyên vănkto czciciel kołaczy, albo czciciel rodzanic | ” |

Các Narecznica cũng thường xuyên xuất hiện trong các truyền thuyết và sử thi Nam Slav khác nhau, một trong số đó là sử thi Hoàng thân Mark:
| Време било токмо на пол нокье На пол ноьке, време глуа доба; Што му дошле до три наречници, На детето кжсмет да наречат; ... Вала Богу, за чудо големо, Што се рекло от три наречници, Што се рекло и се извжршило! | Thời giờ vào đúng nửa đêm Lúc nửa đêm, thời giờ sắp hết; Những điều mà ba Narecznica mang tới, Để vạch ra cho đứa trẻ; ... Ngợi khen Chúa về phép mầu lớn, những lời mà ba Narecznica đã phán, những lời phán đã được hoàn thành. |

Nhà dân tộc học Ba Lan Zorian Dołęga Chodakowski là người đầu tiên ghi chép về tục thờ các nữ thần ánh sáng. Ông đề cập trong tác phẩm O Sławiańszczyźnie przed chrześcijaństwem (Khu vực Slav thời tiền Cơ Đốc):
Nhà văn học sử Ba Lan Stefan Vrtel-Wierczyński trong Średniowieczna poezja polska świecka (Thi ca thế tục Ba Lan trung cổ) có chép câu thần chú do Aleksander Brückner phát hiện:
| Zarze, zarzyce, trzy siestrzyce. Poszła Matka Boża po morzu, zbirając złote pianki; Potkał ją święty Jan: A gdzie idziesz matuchno? Idę synaczka swego leczyć. | Zarze, zarzyce, trzy siestrzyce. Đức Bà đi trên biển lấy kẹo dẻo bằng vàng; Thánh Jan gặp: Mẹ đi đâu vậy? Ta sẽ chữa lành cho con trai ta. |

Max Toeppen trong Wierzeniach mazurskich z dodatkiem zawierającym klechdy i baśnie Mazurów (Tín ngưỡng thông qua truyện cổ tích của người Mazur) chép lời chú zagоvor:
| “ | Zorze, zorzeczki, hỡi những tôi tớ gái của Chúa Christ, những hầu gái giúp việc ngày lẫn đêm cho Chúa Christ, Đấng đã rửa tội cho (tên cho người bệnh), người cũng sẽ hầu việc Ngài, lời này đến từ mắt Ngài, từ lòng trắng và con ngươi Ngài, trong quyền năng của Cha, Con và trợ hiệp của Thánh Thần.Nguyên vănZorze, zorzeczki, Chrystusa Pana służeczki, służycie wy Panu Chrystusowi we dnie i w nocy i temu chrzczonemu (tu nazwisko chorej osoby wymówić) coby też same posłużyły, ten kaz z jego oka, z jego białka i jego źreniczy odmówiły, przez Pana Boga moc, syna Bożego i Ducha świętego pomoc. | ” |

Stanisław Czernik trong cuốn sách Trzy zorze dziewicze: wśród zamawiań i zaklęć (Ba trinh nữ hào quang: giữa lời thần chú) trích dẫn câu thần chú sau:
| Zorzyczki, zorzyczki, trzy was jest jedna porankowa, druga południowa, trzecia wieczorowa. Weźcie od mego dziecka płaczenie, oddajcie mu spanie. | Zorzyczki, zorzyczki, hỡi ba thần một buổi sáng, hai giữa trưa, ba chiều tối. Lấy đi cơn khóc cho con tôi để nó còn ngủ. |

Tạp chí địa lý và dân tộc học hàng tháng Wisła đưa ra câu thần chú sau đây cho trẻ khóc dạ đề, niệm lúc hoàng hôn ba ngày liên tiếp và lời cầu xin một tấm chồng tốt:
| Zorze, zorze, zorznice Odbierzcie od naszego dziecka płacznice | Zorze, zorze, zorznice Hãy mang cơn khóc của con chúng tôi đi |

| Zorze, zorzeczeńki! Wszystkieśta moje siostruczeńki! Siadajta na konia wronego I jedźta po towarzysza mojego. Żeby on nie mógł beze mnie ni spać, ni jeść, ni siadać, ni gadać. Żeby ja mu się spodobała we stanie, w robocie, w ochocie. Żeby ja była wdzięczna i przyjemna Bogu i ludziom, i temu towarzyszowi mojemu. | Zorze, zorzeczeńki! Tất cả các em gái tôi ơi! Hãy cưỡi lên con quạ Bay đi tìm người ấy cho tôi. Rằng chàng không thể thiếu tôi không ngủ cũng không ăn, không ngồi xuống cũng không nói chuyện. Rằng chàng muốn tôi mọi lúc mọi nơi, cả khi làm việc. Rằng tôi sẽ biết ơn và vâng lời Chúa và người, với người ấy của tôi. |

## Hiện thân
Trong văn hóa dân gian Nam Slav, Rodzanice được mô tả là những cô gái xinh đẹp hoặc các phụ nữ lớn tuổi, tốt bụng. Đôi khi cũng được khắc họa bằng ba phụ nữ độ tuổi khác nhau: một cô gái trẻ, một phụ nữ trưởng thành và một bà lão. Người Nam Slav mô tả họ là các cô gái xinh đẹp với bầu má trắng, tròn. Họ mặc quần áo trắng, trùm mũ trắng và đeo vàng bạc trang sức. Trong tay họ cầm nến đang cháy, người thường có thể nhìn thấy bóng họ dưới ánh trăng.
Trong quan niệm của người Séc thì đó là những trinh nữ hoặc lão bà mặc đồ trắng, cao và trong suốt, đôi má nhợt nhạt, đôi mắt lấp lánh và quyến rũ, trang sức đá quý dắt trên mái tóc. Cũng như ở Nam Slav, nữ thần trùm mũ trắng hoặc đeo mạng che mặt trắng.

## Bản tính và thờ cúng

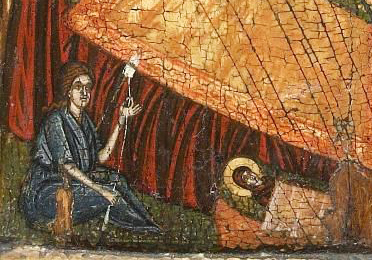
Cuộn chỉ sự sống của Mẹ Thiên Chúa đặt gần nôi. Một góc của tranh khảm "Mẹ Thiên Chúa giáng sinh", Ucraina, thế kỷ 16

Các nữ thần phải chăm sóc các bà bầu. Và sau khi đứa trẻ chào đời, họ quyết định số mệnh cả đời cho nó. Ba ngày sau khi đứa trẻ ra đời, đến nửa đêm, các thần hiện ra, đến bên nôi và phán về vận mệnh của đứa trẻ, ấn chứng số phận nó như một dấu không thể xóa trên trán. Ba thần thường đưa ra những ý kiến trái ngược nhau và quyết định cuối cùng thuộc về nữ thần đứng đầu cao tuổi nhất. Nữ thần trẻ nhất sẽ se ống chỉ, nữ thần thứ hai đo và nữ thần thứ ba cắt sợi chỉ sự sống - sợi chỉ càng dài, tuổi thọ càng cao. Người Nam Slav đôi khi phân biệt Rodzanica với thần Sudiczki vốn được cho là chỉ xuất hiện trước khi chết hoặc những thời khắc nguy cấp. Cũng có khi người ta kêu cầu các Rodzanica bảo vệ gia đình khỏi dịch bệnh. Tuy nhiên, cũng nên chú ý rằng theo Procopius thành Caesarea, người Slav không hề tin vào số mệnh:
| “ | Họ tin rằng chỉ có một Thượng đế duy nhất, Đấng tạo nên tia chớp, là chúa tể cả cõi vũ trụ. Họ hiến tế bò đực và các con vật làm sinh tế lên Ngài. Họ không có ý niệm gì về số phận cũng như vai trò của nó trong đời sống con người. Nhưng khi cái chết gõ cửa con mắt lòng, khi ốm đau hay trong chiến trận, họ cầu nguyện rằng nếu tránh được thì sẽ lập tức dâng hiến phần đời được cứu rỗi cho Thượng đế. Và khi thật sự tránh được, họ hiến tế như đã thề hứa và xác tín rằng những vật cúng đã mua lại cho mình sự cứu rỗi.Nguyên vănUważają oni, że jeden tylko bóg, twórca błyskawicy, jest panem całego świata, i składają mu w ofierze woły i wszystkie inne zwierzęta ofiarne. O przeznaczeniu nic nie wiedzą ani nie przyznają mu żadnej roli w życiu ludzkim, lecz kiedy śmierć zajrzy im w oczy, czy to w chorobie czy na wojnie, ślubują wówczas, że jeśli jej unikną, złożą bogu natychmiast ofiarę w zamian za ocalone życie, a uniknąwszy składają ją, jak przyobiecali, i są przekonani, że kupili sobie ocalenie za tę właśnie ofiarę. | ” |

Theo các tư liệu cổ, bàn ăn được dọn sẵn để cúng các Rodzanica với bánh mì, mật ong, pho mát và bánh ngũ cốc (kutia), đôi khi được đặt trong phòng thờ riêng. Lọn tóc đầu tiên được cắt và dâng cho Rodzanica. Người Slovenia và người Croatia từng đặt nến, rượu, bánh mì và muối trong phòng nghỉ của sản phụ một ngày sau khi sinh. Nếu không giữ đúng các nghi thức này có thể mang lại vận xấu cho đứa trẻ. Người Slovenia ở Istria đặt bánh mì dưới những tảng đá bên cạnh hang động được cho là nơi các Rodzanica trú ngụ. Ở Bulgaria, người ta dọn bữa tối cho Urisnica. Ở Cộng hòa Séc, bàn bày bánh mì, muối và bơ, đôi khi có cả pho mát, còn trên ghế đặt bộ quần áo trắng dành cho Rodzanica. Lễ của Rod và Rodznica rơi vào ngày 26 tháng 12, sau khi Cơ Đốc hóa thì Nhà thờ Chính thống thay thế bằng ngày lễ Mẹ Thiên Chúa.
Rodznica sống vĩnh hằng trong cung điện Mặt trời, nên có những chi tiết liên hệ với thần Mặt trời.
Nhiều tôn giáo cổ châu Âu cũng có ba nữ thần dự đoán tương lai của đứa trẻ, điều này cho thấy nguồn gốc Ấn-Âu của Rodzanice:
- Các thần Parca La Mã
- Thần Moirai Hy Lạp
- Thần Norn Bắc Âu
- Thần Brigid hoặc ba thần Matron của Celtic[8]
- Thần Laima ở Baltic đôi khi xuất hiện dưới ba dạng[8]

## Trong văn hóa Nga
Các tư liệu tiếng Nga cổ cũng đề cập đến Rodzanica như một nữ thần duy nhất, nhưng thường cặp chung với Rod. Một ví dụ là bản dịch tiếng Nga thế kỷ 13 của biên niên sử thế kỷ 12 Gesta regum Anglorum có miêu tả tục thờ thần Sviatovit (Святовит) của người Slav Polab, so sánh thần này với Fortuna của La Mã và Týchē của Hy Lạp - dịch giả đã viết thẳng Fortuna là Rożdanica (Рожданица). Một ví dụ khác là Słowo, jak poganie kłaniali się bałwanom (Lẽ tất nhiên, dân ngoại thờ thần tượng) "Thần Artemis nam và nữ được gọi là Rod và Rożanicą". Trong bối cảnh đó, Rodzanica có thể là Mẹ Trái Đất - nữ thần sinh sản và làm mẹ. Theo các nhà thần thoại học, ba vị thần số mệnh chính là các thực thể nữ thần định mệnh cổ đại truyền lại như Urðr thời tiền German và Kloto thời Hy Lạp cổ đại. Thần thoại Slav có thể diễn tiến tương tự và nữ thần định mệnh ban đầu có thể là Dola.
Boris Rybakow đồng nhất Rodzanica với Lada là vợ Rod đóng vai trò thủy tổ.

## Trong văn hóa
Âm nhạc:
- Ban nhạc rock metal âm hưởng dân gian Percival Schuttenbach - Rodzanice (album Strzyga 2016 (Ma cà rồng))[33]
- Ban nhạc dân gian Slav Jar - Rodzanica (album Niesiem plon 2010 (Mang theo vụ mùa))[34]

Văn học:
- Katarzyna Puzyńska - Rodzanice 2019 (cuốn 10 trong loạt truyện hình sự kỳ ảo Saga o Lipowie (Lipov truyền kỳ)[35]